# Pregare
Pregare è un saggio per l'infanzia del sacerdote cattolico e teologo Luigi Giussani, illustrato dalla pittrice Marina Molino.

## Storia editoriale
Pregare è il primo libro illustrato per l'infanzia pubblicato da Jaca Book con i commenti di don Giussani. Le illustrazioni del volume sono di Marina Molino, figlia dell'illustratore Walter Molino.
Nel libro al testo di alcuni Salmi e di alcuni passi del Vangelo è affiancato il commento di Giussani che guida i bambini alla scoperta del Cristianesimo secondo il metodo caro al sacerdote brianteo: un avvenimento che corrisponde alla natura dell'uomo.

## Edizioni
- Luigi Giussani, Pregare, illustrazioni di Marina Molino, 1ª ed., Milano, Jaca Book, febbraio 1984,  pp. pp. 56, ISBN 88-16-57017-2.